# Zaphanera splendens
Zaphanera splendens es un hemíptero de la familia Aleyrodidae, con una subfamilia: Aleyrodinae.
Fue descrita científicamente por primera vez por David & David en 2007.